# Dominique Brunner
Pour les articles homonymes, voir Brunner.
Dominique Brunner est une productrice de cinéma français.

## Filmographie

### Productrice
- 1996 : Beaumarchais, l'insolent d'Édouard Molinaro
- 1998 : Michael Kael contre la World News Company de Christophe Smith
- 2002 : À la folie... pas du tout de Lætitia Colombani
- 2002 : Ah ! si j'étais riche de Michel Munz et Gérard Bitton
- 2004 : Immortel, ad vitam d'Enki Bilal
- 2005 : Le Cactus de Michel Munz et Gérard Bitton
- 2008 : Mes amis, mes amours de Lorraine Lévy
- 2009 : Erreur de la banque en votre faveur de Michel Munz et Gérard Bitton
- 2010 : L'amour c'est mieux à deux de Dominique Farrugia et Arnaud Lemort
- 2011 : Le Marquis de Dominique Farrugia
- 2012 : Il était une fois, une fois de Christian Merret-Palmair
- 2012 : Dépression et des potes d'Arnaud Lemort

### Assistante réalisatrice
- 1979 : Flic ou Voyou de Georges Lautner
- 1980 : Le Guignolo de Georges Lautner
- 1982 : Le Battant d'Alain Delon
- 1984 : Joyeuses Pâques
- 1984 : Le Cowboy de Georges Lautner
- 1988 : La Maison assassinée de Georges Lautner
- 1988 : L'Invité surprise de Georges Lautner
- 1985 : L'Homme aux yeux d'argent de Pierre Granier-Deferre
- 1986 : Cours privé de Pierre Granier-Deferre
- 1987 : Noyade interdite de Pierre Granier-Deferre
- 1988 : La Couleur du vent de Pierre Granier-Deferre